# Мавзолей Асанкожа
Мавзолей Асанкожа — архитектурный памятник XIX века в Казахстане. Находится на территорий бывшего Жездинского района Карагандинской области, на берегу реки Кенгир. Сохранились развалины стен и купола мавзолея. Традиционным орнаментом украшены главные ворота, боковые стойки дверных проёмов, кирпичный декоративный пояс по периметру сооружения.